# Davie Selke
Davie Selke, född 20 januari 1995 i Schorndorf, är en tysk fotbollsspelare som spelar för Werder Bremen, på lån från Hertha Berlin.
Selke blev olympisk silvermedaljör i fotboll vid sommarspelen 2016 i Rio de Janeiro.